# Trinder end point
Il metodo Trinder end point è un test medico basato su una procedura enzimatico colorimetrica, per quantificare e identificare la presenza di colesterolo, glicemia, trigliceridi, zuccheri e altre sostanze specifiche in una soluzione.
Il metodo di Trinder ha come finalità la produzione di acqua ossigenata (H2O2) che verrà perossidata per formare un composto colorato la cui densità è direttamente proporzionale alla quantità di sostanza presente nel campione. La produzione di H2O2 proviene da molti composti biochimici presenti nel plasma o nel siero, attraverso diversi tipi di reattivi, ma l'ultima reazione di perossidasi è uguale per tutti i campioni e appunto per questo è definita "end point" ("punto finale" in inglese).

## Determinazione del colesterolo
Per quanto riguarda il colesterolo, il metodo permette la sola determinazione del colesterolo totale, visto che gli esteri del colesterolo sono idrolizzati, e che successivamente, insieme a quelli non esterificati, verranno ossidati per formare H2O2. Dopo che è avvenuta la produzione di H2O2 si ha quindi la sua trasformazione in acqua e complesso chinonico colorato, avvenuta grazie alla reazione del cromogeno specifico per la determinazione e l'enzima perossidasi (POD).
I campioni di siero o plasma vengono aggiunti al reattivo contenente colesterolo esteri idrolasi, colesterolo ossidasi, perossidasi, acido 3,5-dicloro-2-idrossibenzen-solfonico (DHBS) e 4-aminoantipirina.

## Determinazione del glucosio
Anche per determinare la quantità di glucosio nel sangue e nelle urine si utilizza il test Trinder o GOD-POD. Per effettuarlo sono necessari due enzimi: il GOD (glucosio ossidasi) e il POD (perossidasi). Il primo enzima è estratto dall'Aspergillus niger, un genere di funghi della famiglia Trichocomaceae che comprende circa 200 muffe, e catalizza specificamente l'ossidazione del D-glucosio (Glu) formando acido gluconico (un acido aldonico con formula bruta C6 H12 O7) e la produzione stechiometrica di perossido di idrogeno (H2O2), attraverso l'intermedio D-glucono-1,5-lattone che si idrolizza spontaneamente formando così l'acido.
Glu + O2 + H2O   → Acido gluconico + H2O2
L' H2O2 viene ridotta ad acqua dal secondo enzima, la POD, un enzima di origine vegetale estratto dall'Armoraica rusticona o rafano, ossidando il 4-amminofenazone (C13H17N2O) e il fenolo (C6H6O), composto aromatico derivante dal benzene, per formare il chinone più acqua. Questa sostanza assume una colorazione rossastra la cui intensità è proporzionale alla concentrazione di glucosio. 
2H2O2 + fenolo +  4-amminofenazone → chinone + 4H2O
Per ottenere informazioni relative alla quantità di glucosio del campione si applica la legge di Lambert-Beer che descrive i fenomeni di assorbimento delle radiazioni elettromagnetiche. L'assorbanza è correlata alla frazione di energia radiante assorbita dal campione mediante la formula: 
A = Ɛ x d x C
dove la Ɛ è il coefficiente di estinzione molare (mM^-1 x cm^-1), d è il cammino ottico della soluzione (cm) e la C è la concentrazione del soluto (mM). La determinazione della quantità di glucosio mediante il metodo GOD-POD è utilizzata nei sistemi di analisi automatizzata che consentono di analizzare in successione numerosi campioni. I valori normali di glucosio nel sangue sono tra i 76 e i 110 mg/dl mentre valori oltre i 200 mg/dl sono da considerarsi sintomi del diabete. (In condizioni di digiuno).